# 小林奨
小林 奨（こばやし すすむ、1991年11月20日 - ）は、日本の俳優。活動当時は、NEWSエンターテインメント運営スクールの受講生であった。
埼玉県出身。身長168センチメートル。体重58キログラム。

## 出演

### テレビドラマ
- 愛情イッポン! 第8話[2]（2004年、日本テレビ）
- 幻星神ジャスティライザー 第17話[2]（2005年、テレビ東京）
- 花衣夢衣 第31話・第36話・第42話[2]（2008年、東海テレビ） - 斉藤 役

### ネット配信ドラマ
- コーセーコスメポート配信作品 髪からはじまる物語 第2話「あこがれ」（2005年、監督：行定勲） - 竹蔵 役[要出典]

### オリジナルビデオ
- THE ROBO TRIBE ロボ一族（2006年、監督：マキノトクシロー） - 力（ちから） 役[1]

### 映画
- フジテレビ めざましムービー第3弾 アイランドタイムズ（2006年、監督：深川栄洋） - 昭二 役[要出典]
- 遠くの空に消えた（2007年、監督：行定勲） - ガキ大将 役[要出典]